# Max Fricke
Max Fricke (ur. 29 marca 1996 w Mansfield) – australijski żużlowiec.

## Życiorys
Dwukrotny medalista Speedway of Nations: złoty (2022) oraz brązowy (2019) Indywidualny mistrz świata juniorów 2016. Wielokrotny medalista Młodzieżowych Indywidualnych Mistrzostw Australii. W 2018 roku ze Spartą Wrocław wywalczył pierwszy w karierze medal Drużynowych Mistrzostw Polski. Wraz z Jasonem Doyle’em i Chrisem Holderem brał udział w World Games 2017. Trzykrotny złoty medalista indywidualnych mistrzostw Australii (2019, 2020, 2022).

## Przynależność klubowa
Wielka Brytania
- Edinburgh Monarchs (2013–2014)
- Belle Vue Aces (2015–2019)
- Belle Vue Aces (2022)
- Leicester Lions (2023)

Polska
- KS Toruń (2014)
- ROW Rybnik (2015–2017)
- WTS Wrocław (2018–2020)
- ZKŻ Zielona Góra (2021–2022)
- GKM Grudziądz (2023–)

Dania
- Esbjerg Motorsport (2014)
- Outrup Speedway Club (2015)

Szwecja
- Gnistorna Malmö (2015)
- Rospiggarna Hallstavik (2016–2019)
- Indianerna Kumla (2020–)

## Starty w Grand Prix (indywidualnych mistrzostwach świata na żużlu)

### Zwycięstwa w poszczególnych zawodachGrand Prix
| Nr | Dzień          | Rok  | Nazwa             | Miejscowość | Tor                             | Długość toru |
| -- | -------------- | ---- | ----------------- | ----------- | ------------------------------- | ------------ |
| 1. | 2 października | 2020 | Grand Prix Polski | Toruń       | Motoarena                       | 318m         |
| 2. | 14 maja        | 2022 | Grand Prix Polski | Warszawa    | Stadion Narodowy (sztuczny tor) | 274m         |

### Miejsca na podium
| Nr | Dzień          | Rok  | Nazwa              | Miejscowość | Tor                             | Miejsce | Punkty | Biegi           | Zwycięzca        |
| -- | -------------- | ---- | ------------------ | ----------- | ------------------------------- | ------- | ------ | --------------- | ---------------- |
| 1. | 2 października | 2020 | Grand Prix Polski  | Toruń       | Motoarena                       | 1.      | 20     | (3,1,2,1,3,3,3) | —                |
| 2. | 14 maja        | 2022 | Grand Prix Polski  | Warszawa    | Stadion Narodowy (sztuczny tor) | 1.      | 20     | (0,3,3,1,3,3,3) | —                |
| 3. | 15 czerwca     | 2024 | Grand Prix Szwecji | Målilla     | G&B Stadium                     | 2.      | 18     | (3,3,2,2,1,3,2) | Bartosz Zmarzlik |

### Punkty w poszczególnych zawodachGrand Prix
| Sezon 2016             |                      |                                 |                                 |                                 |                                |                                 |                                 |                                |                       |                          |                          |                   |         |         |         |         |         |         |         |         |         |        |        |        |        |        |        |        |        |        |        |        |        |        |        |
| GP Słowenii – Krško    | GP Polski – Warszawa | GP Danii – Horsens              | GP Czech – Praga                | GP Wielkiej Brytanii – Cardiff  | GP Szwecji – Målilla           | GP Polski – Gorzów Wielkopolski | GP Niemiec – Teterow            | GP Sztokholmu – Solna          | GP Polski – Toruń     | GP Australii – Melbourne | miejsce                  | miejsce           | miejsce | miejsce | miejsce | miejsce | miejsce | miejsce | miejsce | miejsce | miejsce | punkty | punkty | punkty | punkty | punkty | punkty | punkty | punkty | punkty | punkty | punkty |        |        |        |
| –                      | –                    | –                               | –                               | –                               | –                              | –                               | –                               | –                              | –                     | 0                        | 35                       | 35                | 35      | 35      | 35      | 35      | 35      | 35      | 35      | 35      | 35      | 0      | 0      | 0      | 0      | 0      | 0      | 0      | 0      | 0      | 0      | 0      |        |        |        |
| Sezon 2017             |                      |                                 |                                 |                                 |                                |                                 |                                 |                                |                       |                          |                          |                   |         |         |         |         |         |         |         |         |         |        |        |        |        |        |        |        |        |        |        |        |        |        |        |
| GP Słowenii – Krško    | GP Polski – Warszawa | GP Łotwy – Dyneburg             | GP Czech – Praga                | GP Danii – Horsens              | GP Wielkiej Brytanii – Cardiff | GP Szwecji – Målilla            | GP Polski – Gorzów Wielkopolski | GP Niemiec – Teterow           | GP Sztokholmu – Solna | GP Polski – Toruń        | GP Australii – Melbourne | miejsce           | miejsce | miejsce | miejsce | miejsce | miejsce | miejsce | miejsce | miejsce | miejsce | punkty | punkty | punkty | punkty | punkty | punkty | punkty | punkty | punkty | punkty |        |        |        |        |
| –                      | –                    | –                               | –                               | –                               | –                              | –                               | –                               | 1                              | 6                     | 4                        | –                        | 18                | 18      | 18      | 18      | 18      | 18      | 18      | 18      | 18      | 18      | 11     | 11     | 11     | 11     | 11     | 11     | 11     | 11     | 11     | 11     |        |        |        |        |
| Sezon 2019             |                      |                                 |                                 |                                 |                                |                                 |                                 |                                |                       |                          |                          |                   |         |         |         |         |         |         |         |         |         |        |        |        |        |        |        |        |        |        |        |        |        |        |        |
| GP Polski – Warszawa   | GP Słowenii – Krško  | GP Czech – Praga                | GP Szwecji – Hallstavik         | GP Polski – Wrocław             | GP Skandynawii – Målilla       | GP Niemiec – Teterow            | GP Danii – Vojens               | GP Wielkiej Brytanii – Cardiff | GP Polski – Toruń     | miejsce                  | miejsce                  | miejsce           | miejsce | miejsce | miejsce | miejsce | miejsce | miejsce | miejsce | miejsce | miejsce | punkty | punkty | punkty | punkty | punkty | punkty | punkty | punkty | punkty | punkty | punkty | punkty |        |        |
| 3                      | –                    | 13                              | 11                              | 4                               | 5                              | –                               | –                               | –                              | –                     | 16                       | 16                       | 16                | 16      | 16      | 16      | 16      | 16      | 16      | 16      | 16      | 16      | 36     | 36     | 36     | 36     | 36     | 36     | 36     | 36     | 36     | 36     | 36     | 36     |        |        |
| Sezon 2020             |                      |                                 |                                 |                                 |                                |                                 |                                 |                                |                       |                          |                          |                   |         |         |         |         |         |         |         |         |         |        |        |        |        |        |        |        |        |        |        |        |        |        |        |
| GP Polski – Wrocław    | GP Polski – Wrocław  | GP Polski – Gorzów Wielkopolski | GP Polski – Gorzów Wielkopolski | GP Czech – Praga                | GP Czech – Praga               | GP Polski – Toruń               | GP Polski – Toruń               | miejsce                        | miejsce               | miejsce                  | miejsce                  | miejsce           | miejsce | miejsce | miejsce | miejsce | miejsce | miejsce | miejsce | miejsce | miejsce | punkty | punkty | punkty | punkty | punkty | punkty | punkty | punkty | punkty | punkty | punkty | punkty | punkty | punkty |
| 2                      | 10                   | 4                               | 8                               | 8                               | 8                              | 20                              | 4                               | 10                             | 10                    | 10                       | 10                       | 10                | 10      | 10      | 10      | 10      | 10      | 10      | 10      | 10      | 10      | 64     | 64     | 64     | 64     | 64     | 64     | 64     | 64     | 64     | 64     | 64     | 64     | 64     | 64     |
| Sezon 2021             |                      |                                 |                                 |                                 |                                |                                 |                                 |                                |                       |                          |                          |                   |         |         |         |         |         |         |         |         |         |        |        |        |        |        |        |        |        |        |        |        |        |        |        |
| GP Czech – Praga       | GP Czech – Praga     | GP Polski – Wrocław             | GP Polski – Wrocław             | GP Polski – Lublin              | GP Polski – Lublin             | GP Szwecji – Målilla            | GP Rosji – Togliatti            | GP Danii – Vojens              | GP Polski – Toruń     | GP Polski – Toruń        | miejsce                  | miejsce           | miejsce | miejsce | miejsce | miejsce | miejsce | miejsce | miejsce | miejsce | miejsce | punkty | punkty | punkty | punkty | punkty | punkty | punkty | punkty | punkty | punkty | punkty |        |        |        |
| 9                      | 6                    | 7                               | 11                              | 8                               | 11                             | 7                               | 11                              | 7                              | 8                     | 8                        | 8                        | 8                 | 8       | 8       | 8       | 8       | 8       | 8       | 8       | 8       | 94      | 94     | 94     | 94     | 94     | 94     | 94     | 94     | 94     | 94     | 94     |        |        |        |        |
| Sezon 2022             |                      |                                 |                                 |                                 |                                |                                 |                                 |                                |                       |                          |                          |                   |         |         |         |         |         |         |         |         |         |        |        |        |        |        |        |        |        |        |        |        |        |        |        |
| GP Chorwacji – Goričan | GP Polski – Warszawa | GP Czech – Praga                | GP Niemiec – Teterow            | GP Polski – Gorzów Wielkopolski | GP Wielkiej Brytanii – Cardiff | GP Polski – Wrocław             | GP Danii – Vojens               | GP Szwecji – Målilla           | GP Polski – Toruń     | miejsce                  | miejsce                  | miejsce           | miejsce | miejsce | miejsce | miejsce | miejsce | miejsce | miejsce | miejsce | punkty  | punkty | punkty | punkty | punkty | punkty | punkty | punkty | punkty | punkty | punkty |        |        |        |        |
| 2                      | 20                   | 8                               | 2                               | 1                               | 8                              | 2                               | 6                               | 3                              | –                     | 13                       | 13                       | 13                | 13      | 13      | 13      | 13      | 13      | 13      | 13      | 13      | 52      | 52     | 52     | 52     | 52     | 52     | 52     | 52     | 52     | 52     | 52     |        |        |        |        |
| Sezon 2023             |                      |                                 |                                 |                                 |                                |                                 |                                 |                                |                       |                          |                          |                   |         |         |         |         |         |         |         |         |         |        |        |        |        |        |        |        |        |        |        |        |        |        |        |
| GP Chorwacji – Goričan | GP Polski – Warszawa | GP Czech – Praga                | GP Niemiec – Teterow            | GP Polski – Gorzów Wielkopolski | GP Szwecji – Målilla           | GP Łotwy – Ryga                 | GP Wielkiej Brytanii – Cardiff  | GP Danii – Vojens              | GP Polski – Toruń     | miejsce                  | miejsce                  | miejsce           | miejsce | miejsce | miejsce | miejsce | miejsce | miejsce | miejsce | punkty  | punkty  | punkty | punkty | punkty | punkty | punkty | punkty | punkty | punkty |        |        |        |        |        |        |
| 7                      | 11                   | 6                               | 3                               | 7                               | 11                             | 11                              | 9                               | 9                              | 9                     | 9                        | 9                        | 9                 | 9       | 9       | 9       | 9       | 9       | 9       | 9       | 9       | 9       | 83     | 83     | 83     | 83     | 83     | 83     | 83     | 83     | 83     | 83     | 83     | 83     |        |        |
| Sezon 2024             |                      |                                 |                                 |                                 |                                |                                 |                                 |                                |                       |                          |                          |                   |         |         |         |         |         |         |         |         |         |        |        |        |        |        |        |        |        |        |        |        |        |        |        |
| GP Chorwacji – Goričan | Sprint – Warszawa    | GP Polski – Warszawa            | GP Niemiec – Landshut           | GP Czech – Praga                | GP Szwecji – Målilla           | GP Polski – Gorzów Wielkopolski | Sprint – Cardiff                | GP Wielkiej Brytanii – Cardiff | GP Polski – Wrocław   | GP Łotwy – Ryga          | GP Danii – Vojens        | GP Polski – Toruń | miejsce | miejsce | miejsce | miejsce | miejsce | miejsce | miejsce | miejsce | punkty  | punkty | punkty | punkty | punkty | punkty | punkty | punkty |        |        |        |        |        |        |        |
| –                      | –                    | –                               | –                               | 10                              | 18                             | 5                               | –                               | 5                              | 4                     | 14                       | 8                        | 5                 | 11      | 11      | 11      | 11      | 11      | 11      | 11      | 11      | 69      | 69     | 69     | 69     | 69     | 69     | 69     | 69     |        |        |        |        |        |        |        |

| Statystyki        | Statystyki |
| ----------------- | ---------- |
| Starty            | 55         |
| Zwycięstwa        | 2          |
| Miejsca na podium | 3          |
| Finalista         | 5          |
| Punkty            | 409        |

## Starty windywidualnych mistrzostwach świata juniorów
| Sezon 2015  |           |           |         |         |         |         |         |         |         |         |         |        |        |        |        |        |        |        |        |        |
| Lonigo      | Lublin    | Pardubice | miejsce | miejsce | miejsce | miejsce | miejsce | miejsce | miejsce | miejsce | miejsce | punkty | punkty | punkty | punkty | punkty | punkty | punkty | punkty | punkty |
| 10          | 7         | 11        | 6.      | 6.      | 6.      | 6.      | 6.      | 6.      | 6.      | 6.      | 6.      | 28     | 28     | 28     | 28     | 28     | 28     | 28     | 28     | 28     |
| Sezon 2016  |           |           |         |         |         |         |         |         |         |         |         |        |        |        |        |        |        |        |        |        |
| King's Lynn | Pardubice | Gdańsk    | miejsce | miejsce | miejsce | miejsce | miejsce | miejsce | miejsce | miejsce | miejsce | punkty | punkty | punkty | punkty | punkty | punkty | punkty | punkty | punkty |
| 12          | 18        | 16        |         |         |         |         |         |         |         |         |         | 46     | 46     | 46     | 46     | 46     | 46     | 46     | 46     | 46     |
| Sezon 2017  |           |           |         |         |         |         |         |         |         |         |         |        |        |        |        |        |        |        |        |        |
| Poznań      | Güstrow   | Pardubice | miejsce | miejsce | miejsce | miejsce | miejsce | miejsce | miejsce | miejsce | miejsce | punkty | punkty | punkty | punkty | punkty | punkty | punkty | punkty | punkty |
| 15          | 13        | 13        |         |         |         |         |         |         |         |         |         | 41     | 41     | 41     | 41     | 41     | 41     | 41     | 41     | 41     |

| Statystyki        | Statystyki |
| ----------------- | ---------- |
| Starty            | 9          |
| Zwycięstwa        | 0          |
| Miejsca na podium | 4          |
| Punkty            | 115        |

## Liga polska
| Sezon | Liga       | Klub                           | Miejsce | Mecze | Biegi | Punkty | Bonusy | Razem | Śr. bieg.   | Zwycięzca ligi         | Mistrz Polski          |
| ----- | ---------- | ------------------------------ | ------- | ----- | ----- | ------ | ------ | ----- | ----------- | ---------------------- | ---------------------- |
| 2015  | I Liga     | ŻKS ROW Rybnik                 | 3.      | 10    | 44    | 74     | 10     | 84    | 1,909 (15.) | SK Lokomotīve Dyneburg | Fogo Unia Leszno       |
| 2016  | Ekstraliga | ROW Rybnik                     | 6.      | 13    | 66    | 107    | 7      | 114   | 1,727 (27.) | Stal Gorzów            | Stal Gorzów            |
| 2017  | Ekstraliga | ROW Rybnik                     | 8.      | 11    | 59    | 97     | 6      | 103   | 1,746 (27.) | Fogo Unia Leszno       | Fogo Unia Leszno       |
| 2018  | Ekstraliga | Betard Sparta Wrocław          | 3.      | 18    | 81    | 117    | 10     | 127   | 1,568 (32.) | Fogo Unia Leszno       | Fogo Unia Leszno       |
| 2019  | Ekstraliga | Betard Sparta Wrocław          | 2.      | 18    | 81    | 124    | 22     | 146   | 1,802 (21.) | Fogo Unia Leszno       | Fogo Unia Leszno       |
| 2020  | Ekstraliga | Betard Sparta Wrocław          | 3.      | 18    | 74    | 99     | 16     | 115   | 1,554 (34.) | Fogo Unia Leszno       | Fogo Unia Leszno       |
| 2021  | Ekstraliga | Marwis.pl Falubaz Zielona Góra | 8.      | 14    | 76    | 130    | 8      | 138   | 1,816 (19.) | Betard Sparta Wrocław  | Betard Sparta Wrocław  |
| 2022  | I liga     | Stelmet Falubaz Zielona Góra   | 2.      | 19    | 94    | 209    | 8      | 217   | 2,309 (3.)  | Cellfast Wilki Krosno  | Motor Lublin           |
| 2023  | Ekstraliga | ZOOleszcz GKM Grudziądz        | 7.      | 14    | 71    | 134    | 8      | 142   | 2,000 (12.) | Platinum Motor Lublin  | Platinum Motor Lublin  |
| 2024  | Ekstraliga | ZOOleszcz GKM Grudziądz        | 5.      | 16    | 83    | 161    | 11     | 172   | 2,072 (12.) | Orlen Oil Motor Lublin | Orlen Oil Motor Lublin |

Podsumowanie:
| Sezony | Mecze | Biegi | Pkt  | Bonusy | Razem | Średnia/bg | Średnia/mc |
| ------ | ----- | ----- | ---- | ------ | ----- | ---------- | ---------- |
| 10     | 151   | 729   | 1252 | 106    | 1358  | 1,863      | 8,993      |

## Pozostałe osiągnięcia
Indywidualne mistrzostwa świata juniorów
- 2015 – 3 turnieje finałowe – 6. miejsce – 28 pkt. → wyniki
- 2016 – 3 turnieje finałowe – 1. miejsce – 46 pkt. → wyniki[3]
- 2017 – 3 turnieje finałowe –  3. miejsce – 41 pkt. → wyniki

Drużynowe mistrzostwa świata juniorów
- 2015 – Mildura – 3. miejsce – 29 pkt. (6 pkt.) → wyniki
- 2016 – Norrköping – 2. miejsce – 37 pkt. (8 pkt.) → wyniki
- 2017 – Rybnik – 2. miejsce – 37 pkt. (7 pkt.) → wyniki

Indywidualne mistrzostwa Australii
- 2014 – 3 turnieje – 9. miejsce – 34 pkt. → wyniki
- 2015[4] – 4 turnieje – 4. miejsce – 48 pkt. → wyniki
- 2016[5] – 4 turnieje – 3. miejsce – 52 pkt. → wyniki
- 2017 – 4 turnieje – 5. miejsce – 47 pkt. → wyniki[6]
- 2018 – 4 turnieje – 3. miejsce – 53 pkt. → wyniki[7]
- 2019 – 5 turniejów – 1. miejsce – 82 pkt. → wyniki[8]
- 2020 – 4 turnieje – 1. miejsce – 71 pkt. → wyniki[9]
- 2022 – 1 turniej – 1. miejsce – 15 pkt. → wyniki[10]
- 2023 – 4 turnieje – 3. miejsce – 53 pkt. → wyniki[11]

Młodzieżowe indywidualne mistrzostwa Australii
- 2013[12] – Kurri Kurri – 1. miejsce – 12+3 pkt. → wyniki
- 2014[13] – Adelaide – 1. miejsce – b.d. → wyniki
- 2015 – Kurri Kurri – 1. miejsce – b.d. → wyniki
- 2016 – Adelajda – 3. miejsce – b.d. → wyniki